# Talawi
Talawi is een bestuurslaag in het regentschap Payakumbuh van de provincie West-Sumatra, Indonesië. Talawi telt 1056 inwoners (volkstelling 2010).